# DK Bongo

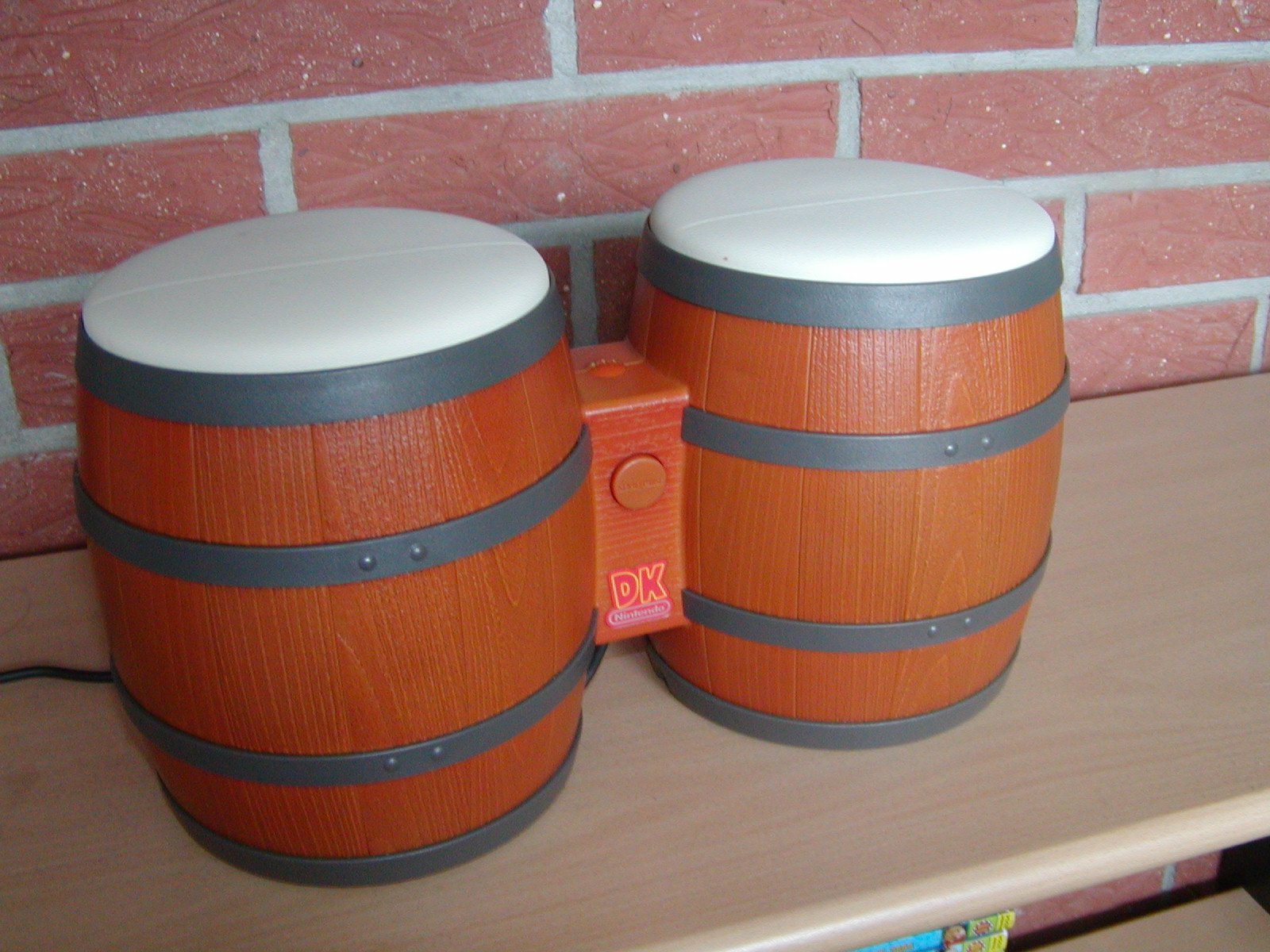
De DK Bongo.

De DK Bongo is een controller die wordt aangesloten op de GameCube console. De Bongo wordt alleen gebruikt bij spellen van de Donkey Konga reeks en bij Donkey Kong Jungle Beat.  De Bongo bestaat uit twee trommels en een geluidssensor om een klap te detecteren.
Normaal wordt de DK Bongo bijgeleverd bij aankoop van een Donkey Konga of Jungle Beat game, maar is ook apart te verkrijgen.